# 緊急展開部隊 (コロンビア軍)
緊急展開部隊（きんきゅうてんかいぶたい、スペイン語: Fuerza de Despliegue Rápido、略称：FUDRA）は、コロンビア陸軍が設けた対ゲリラ戦を目的とした緊急展開部隊。司令部はトレマイダ（Tolemaida）。5個機動旅団と戦闘任務支援大隊を隷下におく。独自にヘリボーン作戦を実行できるようにUH-60 ブラックホークとMi-17を有し、これだけでなくコロンビア航空宇宙軍の支援も得る。緊急展開任務に対応するため、国内のジャングルや荒野や砂漠で作戦できるように訓練を受けている。

## 沿革
1999年12月にアンドレス・パストラーナ・アランゴ大統領の命により創設される。当初は第1、第2、第3の3個の機動旅団が新設されたが、2007年にさらに第7、第10の2個機動旅団が増設される。
緊急展開部隊は、コロンビア国軍による掃討作戦で重要な部分を担った。コンキスタ作戦、トルメンタ作戦、ベルリン作戦、ガト・ネグロ作戦、サントゥアリオ作戦、TH作戦などに参加し42,000平方キロメートルの国土を回復した。一度は拡張した地域のうち、5個の自治体の長の地位を復旧した。海空軍も参加する合同任務部隊「オメガ」によるJM作戦により、強制執行は停止される。

## 任務
緊急展開部隊は、合同任務部隊「オメガ」により割り当てられた区域内で、テロリストグループとその指導者を制圧するため、不規則な攻勢作戦を展開する。

## 構想
緊急展開部隊は、コロンビア陸軍の精鋭部隊として確立される。部隊は戦略的目標に対して敵性勢力を圧倒すべく、よく訓練される。

## 部隊編成
- 第1機動旅団
- 第2機動旅団
- 第3機動旅団
- 第7機動旅団
- 第10機動旅団

## 歴代司令官
階級は、少将または中将。
- カルロス・アルベルト・フラシカ（Carlos Alberto Fracica）1999年 - 2001年
- エルナンド・A・オルティス・ロドリゲス（Hernando A. Ortiz Rodriguez）2001年 - 2003年
- カルロス・オビディオ・サーベラ・サエンス（Carlos Ovidio Saavedra Saenz）2003年 - 2004年
- アルハンド・ナバス・ラモス（Alejandro Navas Ramos）2005年 - 2006年
- ウィリアム・フェルナンド・ペレス・ライセカ（William Fernando Perez Laiseca）2007年
- ハビエル・アルベルト・フロレス・アリスティサバル（Javier Alberto Florez Aristizabal）2008年
- ミゲル・エルネスト・ペレス・グアルミゾ（Miguel Ernesto Pérez Guarnizo）2009年 - 2010年
- ルイス・フェルナンド・ナバーロ・ヒメネス大佐（Luís Fernando Navarro Jiménez）2010年 -